# Ottorino Respighi
Ottorino Respighi (9. července 1879 Bologna – 18. dubna 1936 Řím) byl italský skladatel a muzikolog, představitel hudebního neoklasicismu. Mezi jeho nejznámější díla patří cyklus symfonických básní nazývaný Římská trilogie a tři orchestrální suity souhrnně nazvané Staré zpěvy a tance.

## Život
Respighi se narodil v Bologni do hudební a umělecké rodiny. Byl nejmladším ze tří dětí Guiseppe Respighiho, uznávaného klavíristy,  který vyučoval hudbu na místní hudební akademii. Matka pocházela z rodiny významných sochařů. Dědeček z otcovy strany byl houslista a varhaník v katedrále ve Fidenze. 
Respigiho otec začal učit svého syna hře na housle a klavír ve věku osmi let. Ottorino měl však řadu jiných zájmů, jako byla fyzika, okultní vědy, geografie, knihy, cizí jazyky, kterým se věnoval celý život. Nakonec plynně mluvil dvanácti jazyky. Po absolvování gymnázia pokračoval ve studiu hry na housle u Frederica Sarti na hudebním lyceu v Bologni. Také studoval skladbu u Guseppa Martuciho a hudebního historika Luigi Torchiho. Respighi zůstal klavíristou samoukem a v pozdějším životě se ve svých skladbách vyhýbal stupnicím kvůli neschopnosti je správně zahrát. Nicméně rychle si oblíbil jiné nástroje. Sám se například během několika dnů naučil hrát na harfu. Několik sezón působil v orchestru Městského divadla. 
V roce 1900 byl angažován jako první violista carského divadla v Petrohradě a tamtéž několik měsíců studoval skladbu  a instrumentaci u Nikolaje Rimského-Korsakova. Zkušenosti získané v Rusku výrazně ovlivnily jeho tvorbu a pomohly mu k dosažení diplomu z kompozice v Bologni roku 1901. Od roku 1903 působil v Bologni především jako hráč na housle a violu. V roce 1905 Respighi dokončil svou první operu, komedii Král Enzo, v roce 1910 pak operu Semiramis. V roce 1906  cestoval po Itálii  s Mugelliniho kvintetem jako violista. V  letech 1902 a 1908 pobýval v Berlíně, kde doprovázel na klavír studenty pěvecké školy. V Berlíně studoval hru na housle a skladbu u Maxe Brucha. Zde se setkal s Ferrucciem Busonim a dalšími mezinárodně uznávanými hudebníky, jako jsou Bruno Walter, Ignacy Paderewski, Enrico Caruso. V říjnu 1908 Berlínská filharmonie provedla s velkým úspěchem jeho transkripci Monteverdiho Nářku Ariadny. 
V roce 1913 se stal profesorem skladby na Národní akademii svaté Cecílie v Římě, kde působil až do své smrti, a na krátkou dobu se stal i jejím ředitelem (1924 - 1926). Letní měsíce obvykle trávil v rodné Bologni. Začal se prosazovat také jako skladatel. Symfonická báseň Římské fontány  po nepříliš vydařené  premiéře v Římě v roce 1917, byla  uvedena v Miláně v únoru  následujícího roku a pod taktovkou Artura Toscaniniho zaznamenala úspěch.
V roce 1919 se oženil svou žačkou Elsou Olivieri Sangiacomovou (1894–1996), pozdější  klavíristkou, zpěvačkou a skladatelkou. Často spolu vystupovali na koncertních pódiích v Itálii i v cizině. V roce 1921 navštívili Československo a Rakousko. Do Prahy se vrátili také v následujícím roce. Elsa  s Pražskou filharmonií pod vedením Václava Talicha představila hudební báseň pro soprán a orchestr La sensitiva. Další koncerty proběhly v Plzni, Brně, Bratislavě a Čáslavi. 
Spolupracoval jako autor hudebních doprovodů s Ruským baletem Sergeje Ďagileva a dalšími divadelními soubory.  V dubnu 1923 byla v milánské La Scale uvedena jeho lyrická opera Belfagor, která byla výsledkem jeho první spolupráce s římským spisovatelem a básníkem Claudiem Guastallou, který se od té doby stal jeho stálým libretistou. Šest let po Římských fontánách Respighi dokončil druhou orchestrální báseň Římské pinie, která měla premiéru v Augusteu v prosinci 1924. Stala se jedním z jeho nejznámějších a nejhranějších děl. V roce 1925 společně se Sebastianem Lucianim vydal základní učebnici dějin hudby a teorie s názvem Orfeus.
Jeho   instrumentální díla byla inspirována starou italskou hudbou a gregoriánským chorálem.  Respighi byl také muzikolog hluboce oddaný studiu italské hudby 16. až 17. století a zasloužil se o publikování a provedení skladeb Claudia Monteverdiho (transkripci Orfea provedl v milánské La Scale v roce 1935), Antonia Vivaldiho a kantátu Didone Benedetta Marcella. Ve svých skladbách kombinuje hudební romantismus 19. století s předklasickými hudebními formami renesance a baroka. Pro svoje zaměření na starou hudbu je považován za typického představitele neoklasicismu, přesněji neorenesance a neobaroka. 
Koncem roku 1925 podnikl svou první cestu za moře, kde  vystoupil a dirigoval řadu koncertů v USA.  První se konal v Carnegie Hall  při premiéře jeho klavírního a orchestrálního díla Concerto in modo misolidio. V roce 1927 absolvoval i s manželkou několik koncertů v Rio de Janeiru a dojmy z této cesty zpracoval v orchestrálním díle o třech větách nazvaném Brazilské imprese. V listopadu 1928 se Respighi vrátil do Ameriky na premiéru svého klavírního a orchestrálního díla Toccata pro klavír a orchestr v Carnegie Hall.  Na konci roku Respighi dokončil svou třetí římskou báseň, Římské slavnosti, kterou složil za pouhých devět dní. Premiéra se konala 21. února 1929 v New Yorku pod taktovky Artura Toscaniniho. Své druhé koncertní turné po Spojených státech dokončil roku 1932. V březnu 1931 Respighi cestoval do Belgie na festival, který na jeho počest uspořádal dirigent Désiré Defauw. Koncerty se konaly v Bruselu, Gentu, Liège a Antverpách.

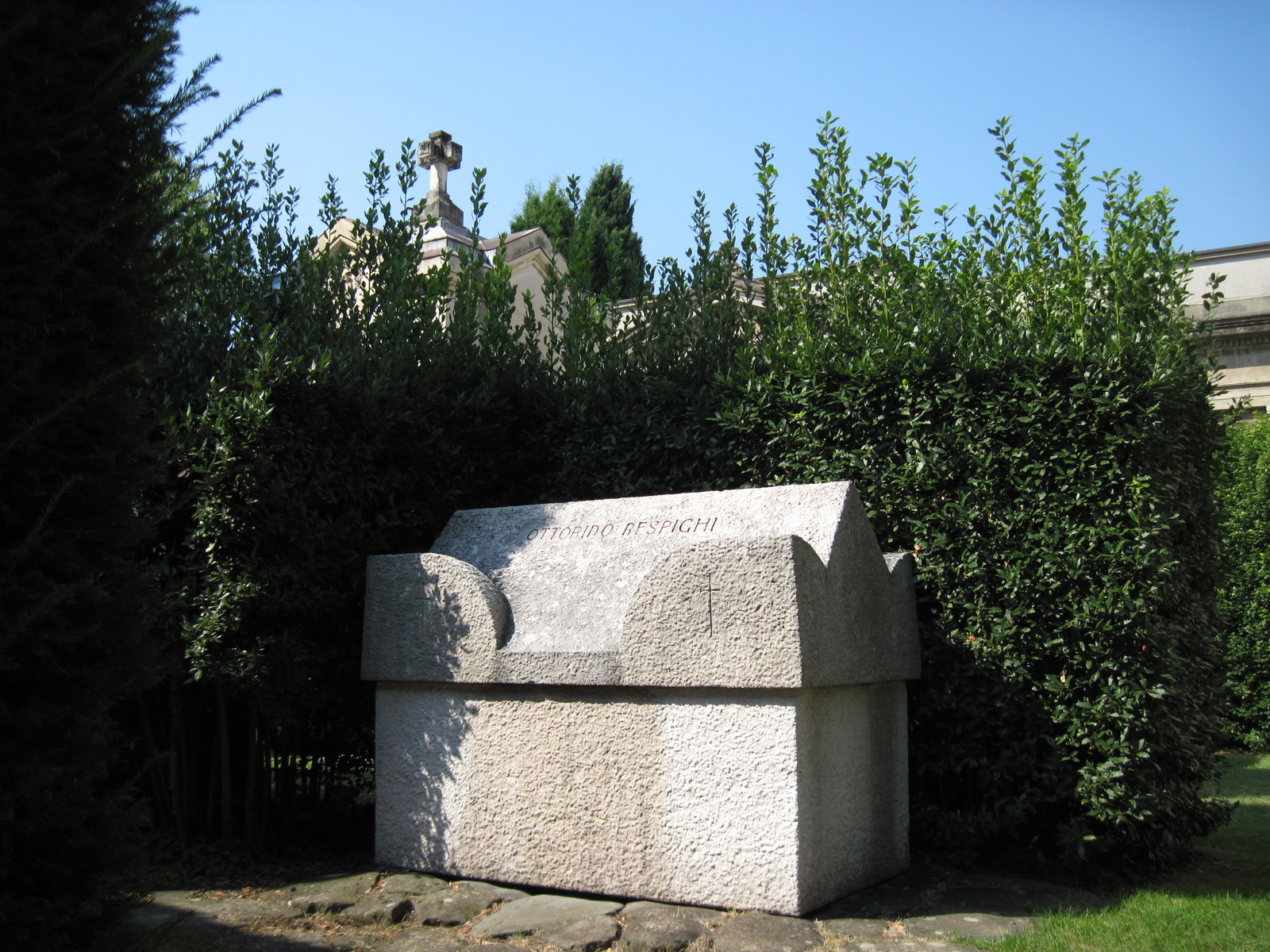
Hrob Ottorina Respighiho

V roce 1932 byl Respighi  jmenován členem nově vytvořené italské královské akademie, což bylo jedno z nejvyšších vyznamenání udělovaných nejvýznamnějším osobnostem italské vědy a kultury. Byl prvním signatářem Manifestu italských hudebníků pro tradici romantického umění 19. století. Obliba jeho skladeb u představitelů italského fašistického režimu byla důvodem, že byl později označován za přívržence fašistů.
V červnu 1934  se Respighi s manželkou  vydali na cestu do  Jižní Ameriky. V Argentině Respighi dirigoval svou novou operu La fiamma. Následovala návštěva Uruguaye, kde bylo uspořádáno několik orchestrálních koncertů pro rozhlasové vysílání.
Během roku 1935 ho zdravotní problémy přiměly zrušit několik plánovaných vystoupení a přerušit práce na opeře Lucrezia. Zemřel na endokarditidu 18. dubna 1936 ve věku 56 let ve své rezidenci I Pini na okraji Říma. Byl pohřben na hřbitově Certoza v rodné Bologni. 
Elsa Respighiová, která přežila svého manžela o 60 let, trvale pečovala o jeho  dílo a odkaz. Dokončila operu Lucrezia a uspořádala jeho Staré italské tance do baletního provedení.

## Dílo
Respighiho dílo je velmi obsáhlé,  čítá kolem dvou set skladeb.
Mezi nejznámější skladby patří tři symfonické básně souhrnně zvané Římská trilogie, které se řadí mezi klasický orchestrální repertoár.
- Pini di Roma (Římské pinie, 1923–24), popisuje události z minulosti, jichž byly stromy mlčenlivými svědky: zpěv dětí v zahradách, žalozpěv prvních křesťanů v katakombách, noc na římském pahorku a triumfální pochod římských legionářů
- Fontane di Roma (Římské fontány, 1914–16), každá ze čtyř vět popisuje jednu římskou fontánu v určité denní době
- Feste Romane (Římské slavnosti, 1929), y popisují čtyři různé slavnosti či události z historie i ze současnosti: hry v Koloseu za vlády císaře Nerona, příchod poutníků do Říma během Svatého roku, slavnost vinobraní, ruch na náměstí Piazza Romana během noci, kdy čarodějnice La Befana rozdává dárky dětem

Cyklus tří suit nazvaný Staré zpěvy a tance vznikaly v letech 1917 až 1932 je brilantní ukázkou orchestrální transkripce renesančních a raně barokních hudebních motivů původně psaných pro loutnu. V roce 1927 provedl skladatel cyklus pod názvem Gli Ucelli (Ptáci), založený na barokních skladbách imitujících ptačí zpěv. V témže roce složil hold svému krajanovi malíři Sandru Botticellimu skladbou pro komorní orchestr Trittico Botticelliano (Botticelliovský triptych) v němž hudební formou ztvárňuje malířovy obrazy. Concerto Gregoriano (1921), Vetrate di chiesa (Chrámová okna, 1927) a Metamorphoseon modi XII (1930) jsou příkladem znovuoživení církevních tónin a jim odpovídajících harmonických struktur.
Jeho operní tvorba nedosáhla takového věhlasu jako orchestrální hudba, ačkoliv to byla právě opera Semiramis , kterou si zasloužil uznání u italského publika.
Respigiho žačka a později manželka Elsa Olivieri-Sangiacomo Respighi  uvedla na jeviště baletní podobu Starých zpěvů a tanců.